# Cercocebus torquatus
El mangabey gris o de boina roja (Cercocebus torquatus) es una especie de primate catarrino de la familia Cercopithecidae que se encuentra las selvas de Camerún, República del Congo, Gabón, Guinea Ecuatorial y Nigeria.
Su tamaño es de unos 65 centímetros a los que se añade una larga cola. Pesa hasta 12 kg. El color de su pelo es gris en las zonas dorsales y blanco en la zona ventral. Tiene un característico sombrero formado por pelo de color rojizo. 
Habita en la selva tropical formando pequeños grupos de hasta 15 individuos. Su alimentación está basada en los vegetales aunque no desdeña los insectos, los huevos y ocasionalmente la carroña. Es un animal con un comportamiento social complejo en el que se incluyen gran número de expresiones faciales y de voces diferentes.